# Spilosoma deschangei
Spilosoma deschangei là một loài bướm đêm thuộc phân họ Arctiinae, họ Erebidae.